# Кенель, Хансюрг
Хансюрг Кенель (нем. Hansjürg Kaenel; 16 февраля 1952) — швейцарский шахматист, международный мастер (1995).
Чемпион Швейцарии (1976, 1978 и 1980). В составе национальной сборной участник 3-х Олимпиад (1982, 1986 и 1996).

## Изменения рейтинга
| Графики недоступны из-за технических проблем. См. информацию на Фабрикаторе и на mediawiki.org. |